# Siedziba Dolnośląskiej Izby Architektów
Siedziba Dolnośląskiej Okręgowej Izby Architektów – zrekonstruowany modernistyczny budynek dawnego przedszkola na osiedlu Dąbie przy ul. Wróblewskiego 18, wybudowany pierwotnie jako jeden z domów eksperymentalnego osiedla wystawy WUWA według projektu Paula Heima i Alberta Kemptera.

## Historia
Parterowy budynek przedszkola drewnianej konstrukcji z płaskim dachem powstał w roku 1929 jako modelowy przykład przedszkola na osiedlu wystawy WUWA. Jego projektantami byli Paul Heim i Albert Kempter, twórcy pobliskiego domu galeriowego nr 1. Przedszkole przeznaczone dla 60 dzieci było jedynym budynkiem nie pełniącym funkcji mieszkalnych spośród wszystkich 37 zaplanowanych budynków tego osiedla. Autorzy projektu zaprezentowali przedszkole, w którym dzieci wychowywane miały być zgodnie z koncepcjami pedagogicznymi Friedricha Fröbla oraz Marii Montessori, czyli rozwijania aktywności, samodzielności i nawyków współżycia z rówieśnikami poprzez gry i zabawy przy pomocy specjalnie opracowanych zabawek. Przedszkola takie miały dawać dzieciom to, czego nie mógł im zapewnić dom rodzinny. Kładziono też nacisk na pozostawienie dziecku maksymalnej swobody w jego aktywności i spontanicznym kształceniu zmysłów. 
Realizację takich założeń zapewniała centralnie umieszczona duża sala zabaw doświetlona z góry świetlikiem w dachu. Wokół sali znajdowało się pięć mniejszych pokojów do zajęć w grupach. Bezpośrednio z sali zabaw można było przejść do ogrodu urządzonego po stronie południowej budynku. W części północnej przedszkola wokół holu rozmieszczono pokój przedszkolanek, kuchnię, sanitariaty oraz pomieszczenia gospodarcze. 
W czasie działań wojennych w roku 1945 budynek przetrwał bez większych strat. W okresie powojennym budynek przez długi czas był nieużytkowany i niszczał. Nie został wpisany do rejestru zabytków tak jak pozostałe budynki wzorcowego osiedla. Na początku XXI w. był własnością prywatną. W czasie, gdy trwały procedury jego wpisania do rejestru zabytków spłonął w niewyjaśnionych okolicznościach w nocy z 6 na 7 lipca 2006 r. Później, gdy miasto odzyskało działkę, na której stał ruszyły prace mające na celu wykonanie jego rekonstrukcji. 
W lipcu 2013 r. rozpoczęła się jego odbudowa, zakończona pięć miesięcy później. Projekt odbudowy na podstawie zachowanych oryginalnych rysunków Heima i Kemptera wykonała pracownia Zbigniewa Maćkowa. Otwarcie zrekonstruowanego budynku miało miejsce 21 stycznia 2014 r. Budynek od tej pory jest siedzibą Dolnośląskiej Okręgowej Izby Architektów RP.

## Galeria zdjęć

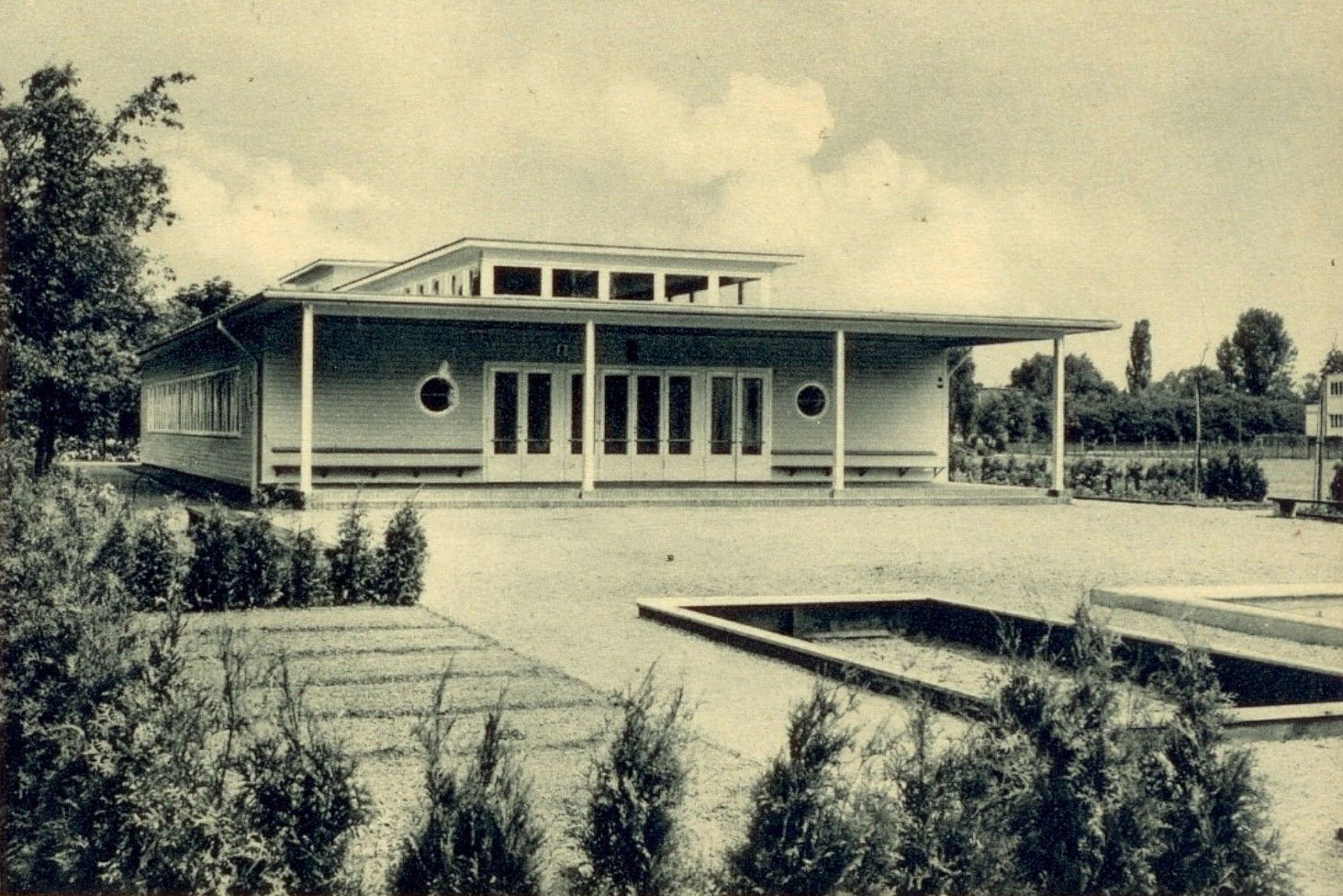
Przedszkole w czasie trwania wystawy w roku 1929
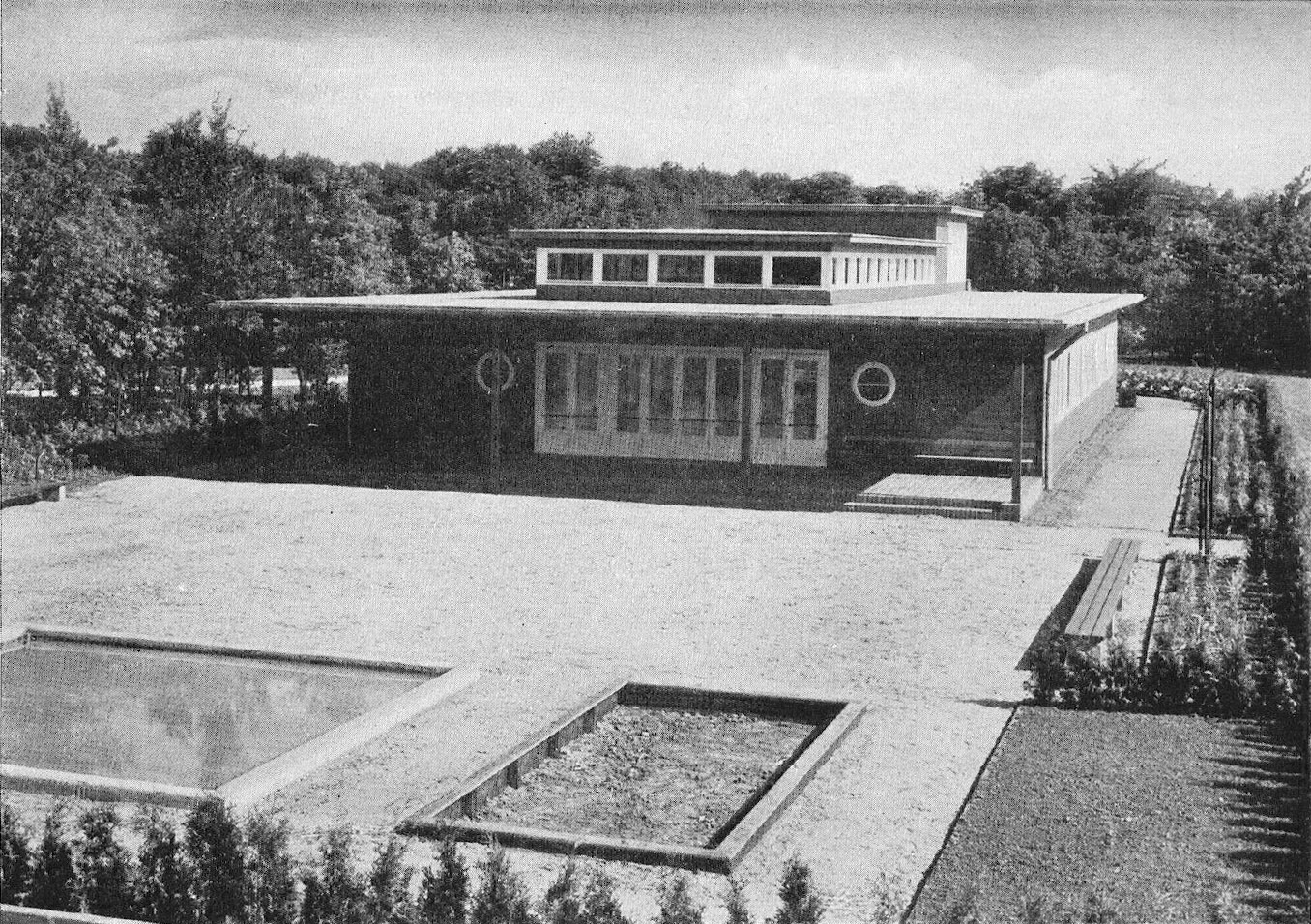
Widok przedszkola od strony południowej w czasie trwania wystawy
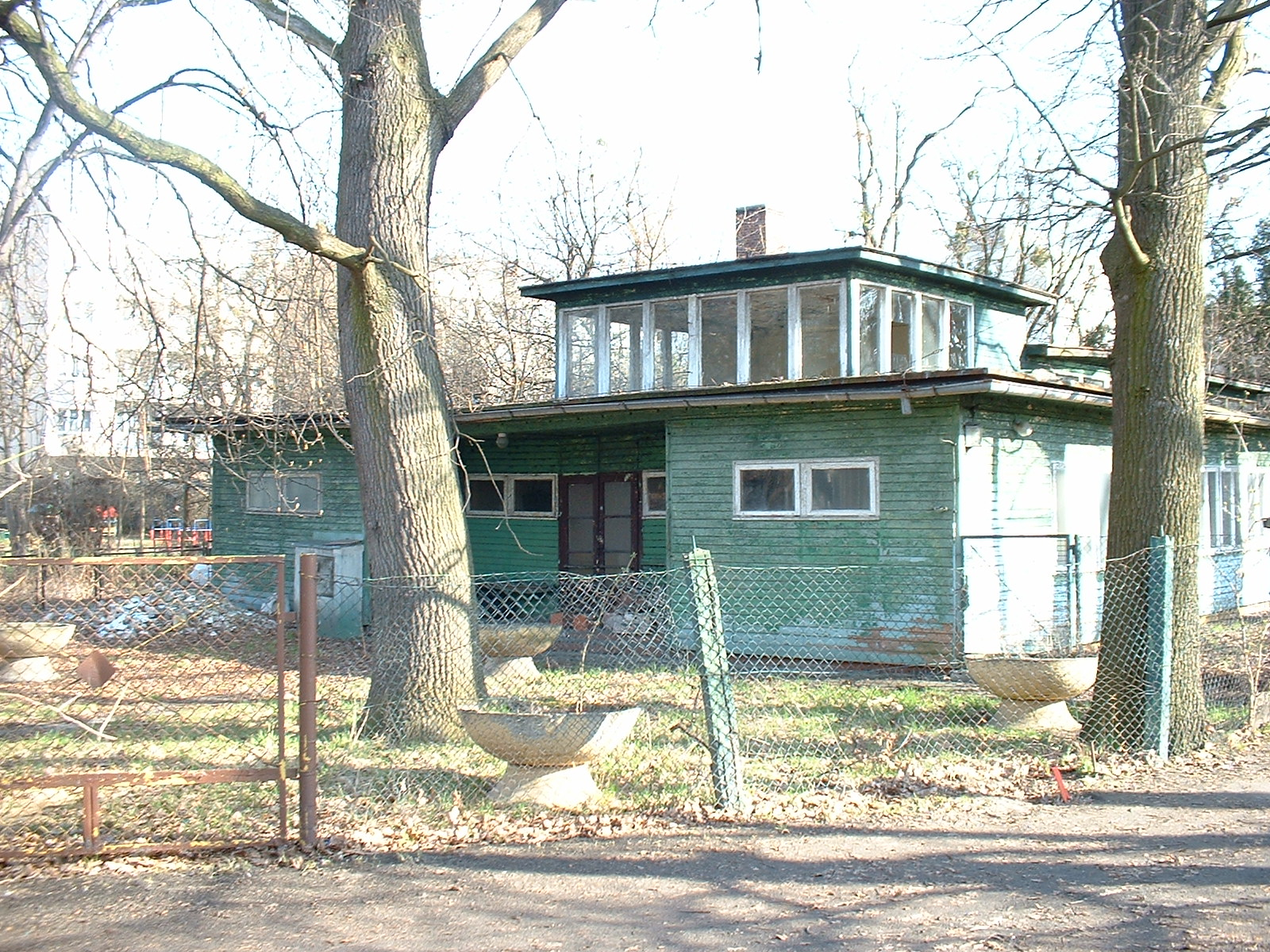
Budynek dawnego przedszkola na trzy miesiące przed pożarem w kwietniu 2006
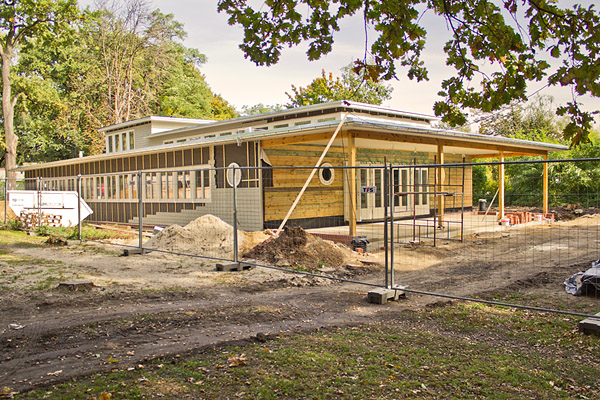
Odbudowa przedszkola w październiku 2013